# Кубок Италии по футболу 2015/2016
Кубок Италии по футболу 2015/16 года (итал. Coppa Italia 2015/2016) — 68-й розыгрыш Кубка Италии по футболу. В финальном матче «Ювентус» в дополнительное время переиграл «Милан».

## Клубы-участники
| Серия A (20 команд) | Серия B (22 команды) | Профессиональная лига (27 команд) | Серия D (9 команд)                                                                                          |
| - Аталанта - Болонья - Дженоа - Интернационале - Карпи - Кьево - Лацио - Милан - Наполи - Палермо - Рома - Сампдория - Сассуоло - Торино - Удинезе - Фиорентина - Фрозиноне - Эллас Верона - Эмполи - Ювентус | - Авеллино - Бари - Виртус Ланчано - Виртус Энтелла - Виченца - Кальяри - Катания - Комо - Кротоне - Латина - Ливорно - Модена - Новара - Перуджа - Пескара - Про Верчелли - Салернитана - Специя - Терамо - Тернана - Трапани - Чезена | - Алессандрия - Анкона - Ареццо - Асколи - Бассано Виртус - Беневенто - Брешиа - Зюйдтироль - Казертана - Катандзаро - Козенца - Кремонезе - Л’Акуила - Лечче - Луккезе - Матера - Мельфи - Павия - Пиза - Понтедера - Реджина - СПАЛ - Туттокуойо - ФеральпиСало - Фоджа - Читтаделла - Юве Стабия | - Альтовичентино - Витербезе - Дельта Ровиго - Лекко - Поджибонси - Потенца - Ренде - Сестри Леванте - Фано |

## Первый раунд
| Дата       | Хозяева        | Счёт           | Гости          |
| ---------- | -------------- | -------------- | -------------- |
| 02.08.2015 | Л’Акуила       | 2:0            | Ареццо         |
| 02.08.2015 | Читтаделла     | 15:0           | Потенца        |
| 02.08.2015 | Матера         | 0:1            | Зюйдтироль     |
| 02.08.2015 | СПАЛ           | 1:0            | Ренде          |
| 02.08.2015 | Лечче          | 0:0 (пен. 3:2) | Катандзаро     |
| 02.08.2015 | Беневенто      | 0:1            | Туттокуойо     |
| 02.08.2015 | Фоджа          | 2:1 (д.в.)     | Луккезе        |
| 02.08.2015 | Павия          | 3:0            | Поджибонси     |
| 02.08.2015 | Пиза           | 4:0            | Сестри Леванте |
| 02.08.2015 | Брешиа         | 0:0 (пен. 3:2) | Кремонезе      |
| 02.08.2015 | Казертана      | 1:0 (д.в.)     | Лекко          |
| 02.08.2015 | Юве Стабия     | 2:0            | Мельфи         |
| 02.08.2015 | Алессандрия    | 2:0            | Альтовичентино |
| 02.08.2015 | Реджина        | 3:0            | Дельта Ровиго  |
| 02.08.2015 | ФеральпиСало   | 5:1            | Фано           |
| 02.08.2015 | Бассано Виртус | 2:1            | Понтедера      |
| 02.08.2015 | Асколи         | 1:2            | Козенца        |
| 02.08.2015 | Витербезе      | 0:2            | Анкона         |

## Второй раунд
| Дата       | Хозяева        | Счёт              | Гости          |
| ---------- | -------------- | ----------------- | -------------- |
| 08.08.2015 | Ливорно        | 2:0 (д.в.)        | Анкона         |
| 08.08.2015 | Специя         | 1:0               | Брешиа         |
| 09.08.2015 | Авеллино       | 3:0               | Казертана      |
| 09.08.2015 | Бари           | 1:2               | Фоджа          |
| 09.08.2015 | Кальяри        | 5:0               | Виртус Энтелла |
| 09.08.2015 | Чезена         | 4:0               | Лечче          |
| 09.08.2015 | Кротоне        | 1:0               | ФеральпиСало   |
| 09.08.2015 | Латина         | 1:4               | Павия          |
| 09.08.2015 | Модена         | 3:0               | Туттокуойо     |
| 09.08.2015 | Новара         | 5:0               | Л’Акуила       |
| 09.08.2015 | Перуджа        | 3:1               | Реджина        |
| 09.08.2015 | Пескара        | 2:0               | Зюйдтироль     |
| 09.08.2015 | Про Верчелли   | 1:2               | Алессандрия    |
| 09.08.2015 | Салернитана    | 1:0               | Пиза           |
| 09.08.2015 | Терамо         | 0:2               | Читтаделла     |
| 09.08.2015 | Тернана        | 2:0               | Бассано Виртус |
| 09.08.2015 | Трапани        | 1:0               | Комо           |
| 09.08.2015 | Виченца        | 1:1 (пен. 4:2)    | Козенца        |
| 09.08.2015 | Виртус Ланчано | 0:2               | Юве Стабия     |
| 10.08.2015 | Катания        | 3:0 (тех.победа)* | СПАЛ           |

Примечания
- Итальянский спортивный суд решил засчитать клубу «Катания» техническую победу против клуба «СПАЛ», после того как гостевая команда была признана виновной в появлении на поле игрока (Маттиа Финотто), на которого не имела права. Хотя первоначально матч закончился победой «СПАЛ» со счётом 1-0.[1]

## Третий раунд
| Дата       | Хозяева      | Счёт           | Гости       |
| ---------- | ------------ | -------------- | ----------- |
| 14.08.2015 | Кротоне      | 1:0            | Тернана     |
| 14.08.2015 | Болонья      | 0:1            | Павия       |
| 15.08.2015 | Эмполи       | 0:1            | Виченца     |
| 15.08.2015 | Сассуоло     | 2:0            | Модена      |
| 15.08.2015 | Трапани      | 1:1 (пен. 2:4) | Кальяри     |
| 15.08.2015 | Эллас Верона | 3:1            | Фоджа       |
| 15.08.2015 | Алессандрия  | 1:0            | Юве Стабия  |
| 15.08.2015 | Аталанта     | 3:0            | Читтаделла  |
| 15.08.2015 | Фрозиноне    | 0:0 (пен.,5:6) | Специя      |
| 15.08.2015 | Палермо      | 2:1            | Авеллино    |
| 16.08.2015 | Удинезе      | 3:1            | Новара      |
| 16.08.2015 | Карпи        | 2:0 (д.в.)     | Ливорно     |
| 16.08.2015 | Торино       | 4:1            | Пескара     |
| 17.08.2015 | Кьево        | 0:1 (д.в.)     | Салернитана |
| 17.08.2015 | Милан        | 2:0            | Перуджа     |
| 20.08.2015 | Катания      | 1:4            | Чезена      |

## Четвёртый раунд
| Дата       | Хозяева      | Счёт       | Гости       |
| ---------- | ------------ | ---------- | ----------- |
| 01.12.2014 | Специя       | 2:0        | Салернитана |
| 01.12.2014 | Торино       | 4:1        | Чезена      |
| 01.12.2014 | Милан        | 3:1 (д.в.) | Кротоне     |
| 02.12.2015 | Палермо      | 2:3        | Алессандрия |
| 02.12.2014 | Эллас Верона | 1:0        | Павия       |
| 02.12.2014 | Удинезе      | 3:1        | Аталанта    |
| 03.12.2014 | Карпи        | 2:1        | Виченца     |
| 03.12.2015 | Сассуоло     | 0:1        | Кальяри     |

## 1/8 финала
| Дженоа        | 1:2 (д.в.) | Алессандрия               |
| ------------- | ---------- | ------------------------- |
| Паволетти 90′ | Отчёт      | 46′ Маррас · 114′ Бокалон |

| Интернационале                           | 3:0   | Кальяри |
| ---------------------------------------- | ----- | ------- |
| Паласио 24′ · Брозович 71′ · Перишич 81′ | Отчёт |         |

| Рома                             | 0:0   | Специя                           |
| -------------------------------- | ----- | -------------------------------- |
|                                  | Отчёт |                                  |
| Пенальти                         |       |                                  |
| Пьянич · Джеко · Де Росси · Динь | 2:4   | Терци · Нене · Хуанде · Акампоро |

| Фиорентина | 0:1   | Карпи         |
| ---------- | ----- | ------------- |
|            | Отчёт | 76′ Ди Гаудио |

| Наполи                                      | 3:0   | Эллас Верона |
| ------------------------------------------- | ----- | ------------ |
| Эль-Каддури 4′ · Мертенс 12′ · Кальехон 75′ | Отчёт |              |

| Ювентус                                  | 4:0   | Торино |
| ---------------------------------------- | ----- | ------ |
| Дзадза 28′, 51′ · Дибала 73′ · Погба 82′ | Отчёт |        |

| Лацио                    | 2:1   | Удинезе  |
| ------------------------ | ----- | -------- |
| Матри 70′ · Катальди 79′ | Отчёт | 67′ Коне |

| Сампдория | 0:2   | Милан                   |
| --------- | ----- | ----------------------- |
|           | Отчёт | 50′ Ньянг · 90+3′ Бакка |

## Четвертьфиналы
| Милан                 | 2:1   | Карпи       |
| --------------------- | ----- | ----------- |
| Бакка 14′ · Ньянг 29′ | Отчёт | 50′ Манкозу |

| Специя            | 1:2   | Алессандрия      |
| ----------------- | ----- | ---------------- |
| Калайо 20′ (пен.) | Отчёт | 83′, 90′ Бокалон |

| Наполи | 0:2   | Интернационале           |
| ------ | ----- | ------------------------ |
|        | Отчёт | 74′ Йоветич · 90+2′ Ляич |

| Лацио | 0:1   | Ювентус         |
| ----- | ----- | --------------- |
|       | Отчёт | Лихтштайнер 66′ |

## Полуфиналы

### Первые матчи
| Алессандрия | 0:1   | Милан                |
| ----------- | ----- | -------------------- |
|             | Отчёт | 43′ (пен.) Балотелли |

| Ювентус                             | 3:0   | Интернационале |
| ----------------------------------- | ----- | -------------- |
| Мората 36′ (пен.), 63′ · Дибала 84′ | Отчёт |                |

### Ответные матчи
| Милан                                               | 5:0   | Алессандрия |
| --------------------------------------------------- | ----- | ----------- |
| Менез 20′, 39′ · Романьоли 24′, 80′ · Балотелли 89′ | Отчёт |             |

| Интернационале                         | 3:0 (3:5 пен.) | Ювентус                                       |
| -------------------------------------- | -------------- | --------------------------------------------- |
| Брозович 17′, 82′ (пен.) · Перишич 49′ | Отчёт          |                                               |
| Пенальти                               |                |                                               |
| Брозович · Паласио · Манай · Нагатомо  | 3:5            | Бардзальи · Дзадза · Мората · Погба · Бонуччи |

## Финал
| Милан | 0:1 (доп. время) | Ювентус     |
| ----- | ---------------- | ----------- |
|       | Отчёт            | Мората 110′ |